# Jan de Vries
För andra betydelser, se Jan de Vries (olika betydelser).
Jan de Vries, född 1890 i Amsterdam, död 1964 i Utrecht, var en nederländsk religionshistoriker och lingvist. 
de Vries gav ut pionjärverket Altgermanische Religionsgeschichte ("Forngermansk religionshistoria", ej översatt till svenska) i två volymer (1935–1937) vilka analyserar dels de nordgermanska (fornnordiska) dels de sydgermanska urkunderna ur ett religionsvetenskapligt snarare än ett mytologiskt perspektiv. Verket anses ännu vara ett av standardverken inom detta område. Den senare Altgermanische Literaturgeschichte (1941–1942, också i två volymer) är även den av fackmän vida läst och åberopad.